# Комплекс з виробництва добрив у Лодосі
Комплекс з виробництва добрив у Лодосі – виробничий майданчик на півночі Іспанії, за шість десятків кілометрів на південний захід від Памплони.
В 1911 – 1912 роках компанія Compañía Nacional de Féculas y Derivados запустила в Лодосі крохмальний завод, який міг переробляти 30 тисяч тон картоплі на рік. В основу проекту поклали сподівання на продаж продукції текстильній промисловості Барселони, проте невдовзі в самій Каталонії почали виробляти достатньо крахмалу, так що вже у 1919-му завод в Лодосі був вимушений припинити його продукування.
Майданчик перейшов до компанії Sociedad Navarra de Industriales, що узялась за виробнцитво фосфорного добрива – суперфосфату. Можливо відзначити, що вперші десятиліття 20 століття в Іспанії виникло кілька десятків суперфосфатних фабрик, чому сприяла географічна близькість до фосфоритів Марокко та великий ресурс піритів в іспанській провінції Уельва. Пірити спалювали з метою отримання сульфатної кислоти, обробкою якою фосфоритів і отримували суперфосфат.
Відносно масштабу діяльності заводу відомо, що в станом на середину 1950-х його проектна потужність становила 46 тисяч тонн на рік.
У 1964-му в Лодосі ввели в дію виробництво комплексних азотно-фосфорно-калійних добрив.
З самого початку існування заводу добрив у Лодосі його найближчим конкурентом був майданчик  Compañía Navarra de Abonos Químicos у Памплоні. В 1962-му ці наваррські виробники об’єднались у нову компанію Industria Navarra de Abonos (Inabonos), власником якої з 1984-го стала французька Roullier Group. В 2007-му Inabonos перейменували на TIMAC AGRO.
Не пізніше 2000-го (за іншими даними – не пізніше початку 1980-х років) Inabonos закрила майданчик у Памплоні та продовжила діяльність лише в Лодосі. В той же час, відомо, що станом на кінець 1990-х Inabonos могла щорічно продукувати 80 тисяч тонн суперфосфату та 190 тисяч тонн комплексних добрив на рік.
Станом на першу половину 2020-х на сайті TIMAC AGRO річна виробнича потужність зазначається як 270 тисяч тонн твердих добрив, 15 тисяч тонн водорозчинних добрив та 10 млн літрів рідких стимуляторів.